# Lithium (песма групе Nirvana)
Lithium је сингл групе Нирвана са другог студијског албума Nevermind.

## Чланови
- Курт Кобејн: вокал, гитара
- Крист Новоселић: бас гитара
- Дејв Грол: бубњеви
- Буч Виг: продуцент